# 石平 (评论家)

石平（日语：／ Seki Hei）日文名为北野阳，1962年1月31日出生于中國四川省成都市的日本籍政治人物、作家、评论员、研究者、摄影师，現任日本维新会籍参议院议员。早年深受文化大革命的迫害，1982年开始参加中华人民共和国民主运动，1989年因天安门事件而发表“精神的诀别”，由于对当局的失望，2007年11月歸化日本，为日本《产经新闻》专栏“石平的China Watch”执笔。2025年2月宣布獲日本維新會推薦參選參議員，並在7月選舉循比例代表當選參議院議員。

## 生平
1962年，出生在中华人民共和国四川省成都市。
1966年，文化大革命爆发，学校开始政治斗争，师生被遣散，乃至於“下放插隊”。石平在小學時期到农村的祖父家居住，祖父亲自教授其《论语》。
1980年9月，考入北京大学哲学系。
1982年，参加中华人民共和国民主运动。
1984年7月，毕业於北京大学。
1988年4月，赴日本留学。
1989年，六四事件爆发，石平发表與祖国「中华人民共和国」的“精神的訣別”。
1995年，在神户大学大学院完成文化学研究科博士课程。
2007年11月，正式归化日本。
2008年4月，担任拓殖大学客座教授。
2009年3月，担任《产经新闻》专栏“石平的”。
2011年3月5日，和一个日本女子在大阪住吉大社结婚。
2013年8月18日，以「石平太郎」為名在推特開帳號。
2025年2月11日，宣佈將代表日本維新會投入7月的參議院選舉，又後於3月2日在X平台上宣佈因中国出身遭受網路霸凌而退出選舉計畫。6月24日，重新宣布参选。7月20日，以比例代表当选参议院议员。他主張收緊日本国籍入籍要求以及阻止大量移民涌入日本。

## 争议言论
中国情感
石平祖父为中医。文化大革命时期，正值石平幼年，祖父教授石平《论语》。石平11岁时，祖父因肺病病逝。
文化大革命、六四事件，石平对中国共产党的“党利党略”感到愤怒和绝望，因此发表祖国中华人民共和国的“精神的訣別”。
中国军事威胁论
石平认为中国军事已经超过东亚地区平衡，日本必须突破“和平宪法”，制造核武器，增加国防实力。
台湾民主
2008年9月26日，石平访问台湾，拜见李登辉，对台湾民主主义表示赞赏。
南京大屠杀
石平反对用“侵略”形容南京大屠杀，认为中国小学、中学的南京大屠杀相關记载不符合历史事实。
石平在推特上评论侵華日軍南京大屠殺遇難同胞紀念館尚未出版的《南京大屠殺辭典》：“真實的內容恐怕只有‘南京’這個地名和日軍進城的日期，整個是『南京大謊言辭典』，看來到時可拿一本來作中國謊言的樣品。”
钓鱼岛问题
石平认为釣魚臺为日本固有领土，必须重视日美同盟，联合美国对抗中国；而中国只是纸老虎，中国的外交措施只是“恐吓和威胁”，日本不必恐惧。此舉被中國媒體指為「汉奸」。
靖国神社
石平支持和肯定日本民主党政要参拜靖国神社。
外国人参政
石平反对日本政府開放外国人参政權。
2025年3月2日，石平接受《產經新聞》採訪時證實，由於網路上充斥著對他的攻擊，他已決定放棄接受日本維新會推薦競選參議員，「對於第一代歸化人士參與國政，包括保守派在內的許多選民都表達了疑問和憂慮；無視這些切實的擔憂與質疑，是不可能的」。
日本社運人士平野雨龍於新宿街頭演講時說，石平在中國出生、在中國成長，甚至接受中華人民共和國教育，根本就是中國人；如果石平當選日本國會議員，具漢族身分的日本民族未來將爆炸性地誕生，總有一天日本人會在多數決中徹底輸掉。平野雨龍更在臉書用中文留言：「石平就是對鏡頭反共，實質就是中共的滲透力量。」

## 作品

### 独著
- . PHP研究所. 2002年1月. ISBN 4-569-62004-3 （日语）.
- . 小学馆文库. 小学馆. 2002年6月. ISBN 4-09-402746-7 （日语）.
- . 日本文艺社. 2002年9月. ISBN 4-537-25115-8 （日语）.
- . 讲谈社+α新书. 讲谈社. 2005年7月. ISBN 4-06-272327-1 （日语）.
- . 扶桑社. 2006年5月. ISBN 4-594-05159-6 （日语）.
- . 飞鸟新社. 2006年10月. ISBN 4-87031-761-3 （日语）.
  - . Wac bunko B-110 新版. ワック. 2009年8月. ISBN 978-4-89831-610-8 （日语）. - 『私は「毛主席の小戦士」だった』(飞鸟新社2006年（平成18年）刊)の改题・改订版。
- . ビジネス社. 2007年11月. ISBN 978-4-8284-1401-0 （日语）.
- . 致知出版社. 2007年12月. ISBN 978-4-88474-797-8 （日语）.
- . 海竜社. 2008年3月. ISBN 978-4-7593-1014-6 （日语）.
- . Clickシリーズ. 小学馆. 2008年8月. ISBN 978-4-09-387802-9 （日语）.
- . PHP出版. 2008年11月. ISBN 978-4-569-70362-6 （日语）.
- . 海竜社. 2009年1月. ISBN 978-4-7593-1051-1 （日语）.
- . ベストセラーズ. 2009年6月. ISBN 978-4-584-13162-6 （日语）.
- . Wac bunko B-114. ワック. 2009年11月. ISBN 978-4-89831-614-6 （日语）.
- . PHP研究所. 2009年12月. ISBN 978-4-569-77523-4 （日语）.
- . 海竜社. 2010年9月. ISBN 978-4-7593-1151-8 （日语）.
- . ベストセラーズ. 2011年3月. ISBN 978-4584132982 （日语）.
- . 海竜社. 2011年5月. ISBN 978-4759311839 （日语）.
- . 宝岛社. 2011年6月. ISBN 978-4796681742 （日语）.
- . 幻冬舍. 2011年9月. ISBN 978-4344982345 （日语）.
- . PHP研究所. 2012-03-13  [2012-10-11]. ISBN 978-4-569-79518-8. （原始内容存档于2013-05-07） （日语）.
- . 幸福科学出版. 2012-05-30  [2012-10-11]. ISBN 978-4-86395-201-0. （原始内容存档于2012-11-12） （日语）.
- . 宝岛社. 2012-07-11. ISBN 978-4-7966-9847-4 （日语）.
- . 徳間書店. 2018年9月. ISBN 978-4-19-864657-8 （日语）.

### 合著
- 黄文雄; 吴善花共著. . ビジネス社. 2007年10月. ISBN 978-4-8284-1387-7 （日语）.
- 日下公人共著. . PHPパブリッシング. 2008年4月. ISBN 978-4-569-69938-7 （日语）.
- 日下公人共著. . Wac bunko. ワック. 2008年6月. ISBN 978-4-89831-584-2 （日语）.
- ペマ・ギャ儿ポ共著. . Wac bunko. ワック. 2008年8月. ISBN 978-4-89831-588-0 （日语）.
- 黄文雄; 吴善花共著. . 李白社. 2008年11月. ISBN 978-4-89451-903-9 （日语）.
- 三桥贵明共著. . PHP研究所. 2009年5月. ISBN 978-4-569-70758-7 （日语）.
- 宫崎正弘共著. . Wac bunko B-102. ワック. 2009年5月. ISBN 978-4-89831-602-3 （日语）.
- 中嶋岭雄共著. . PHPパブリッシング. 2009年10月. ISBN 978-4-569-77336-0 （日语）.
- 冈崎久彦; 渡部昇一共著. . 海竜社. 2009年11月. ISBN 978-4-7593-1098-6 （日语）.
- 宫崎正弘共著. . Wac bunko B-115. ワック. 2010年1月. ISBN 978-4-89831-615-3 （日语）.
- 西村幸右共著. . 德间书店. 2010年5月. ISBN 978-4-19-862962-5 （日语）.
- 加瀬英明共著. . 自由社. 2010年7月. ISBN 978-4-915237-56-0 （日语）.
- 有本香共著. . Wac bunko B-134. ワック. 2010年9月. ISBN 978-4-89831-634-4 （日语）.

- 藤冈信胜; 茂木弘道・加瀬英明・石平・田久保忠卫・平松茂雄・川村纯彦・佐藤守・西尾干二・高市早苗. 藤冈信胜・加瀬英明编 , 编. . 自由社. 2010年12月. ISBN 978-4-915237-59-1 （日语）.
- 西尾干二; 井尻千男・早瀬善彦・岩田温・平松茂雄・田中英道・南出喜久治・远藤浩一・石平・蹈田朋美・水岛総・渡部昇一共著. . 総和社. 2011年2月. ISBN 978-4-86286-048-4 （日语）.
- 小林よしのり; 石平・吴善花・郑大均・ペマ・ギャ儿ポ・ビ儿・トッテン・金美齢. . 飞鸟新社. 2011年5月. ISBN 978-4-86410-084-7 （日语）.
- 长谷川庆太郎共著. . フォレスト出版. 2011年7月. ISBN 978-4-89451-936-7 （日语）.
- 高市早苗; 远藤浩一・富冈幸一郎・中村粲・斎藤吉久・ロマノ・ヴ儿ピッタ・石平・山村明义・高森明勅. . 青林堂. 2011年8月. ISBN 978-4-7926-0438-7 （日语）.
- 福岛香织共著. . PHP研究所. 2011年12月. ISBN 978-4-569-80213-8 （日语）.
- 副岛隆彦共著. . 李白社(出版) ビジネス社(発売). 2012-06-29. ISBN 978-4-8284-1670-0 （日语）.
- 宫崎正弘共著. . ワック. 2012-09-21. ISBN 978-4898316702 （日语）.